# Bar Noa Noa
El Noa Noa fue uno de los bares más importantes de Ciudad Juárez, en el estado de Chihuahua, México, el cual se popularizó gracias a ser el título y referencia de una de los temas más emblemáticos del cantautor mexicano Juan Gabriel.

## Historia
El Noa Noa empezó su funcionamiento en 1964  en las cercanías del Cruce Internacional Paso del Norte. Esta popular avenida ha sido conocida por su concentración de bares, cantinas y salones de baile, y era frecuentada por estadounidenses que solían cruzar la frontera e ir de fiesta.

## Debut de Juan Gabriel y fama del Noa Noa
En 1966 el divo de Juárez debutó con la canción de “Adoro” de Armando Manzanero. Esta presentación espontánea fue solicitada por una mujer conocida como “Meche” quien pidió a los músicos que acompañaran a Juan Gabriel. Ella pidió al dueño del bar que lo dejara cantar más ahí. El Noa Noa fue el primer lugar donde tuvo un público y percibió un salario, el cual ascendía a 5 dólares. El Noa Noa ganó fama mundial cuando en 1980 Juan Gabriel le compuso una canción del mismo  nombre en su album "Recuerdos".

## Incendio y cierre
En febrero de 2004 un incendio a causa de un corto circuito provocó que las instalaciones se quemaran por completo. Durante el siniestro se perdió una colección de más de 200 fotografías que documentaban los artistas que lo visitaron. El terreno fue vendido a un comerciante del lugar en 2007 y se convirtió en estacionamiento.

## Actualidad
Durante 2015 las autoridades de Juárez plantearon que se construyera y reactivara un nuevo salón de baile Noa Noa para promover el turismo local en la ciudad. La construcción nueva tiene un mural en memoria a Juan Gabriel realizado por Arturo Damasco.